# Akira Nakayama
Akira Nakayama  (ナカヤマ アキラ?, Nakayama Akira), vero nome Akira Nakayama (中山 明?) (Kushiro, 16 gennaio 1971) è un chitarrista, musicista e arrangiatore giapponese componente della rock band visual kei Plastic Tree.

## Biografia
Akira Nakayama è nato su Hokkaidō, nel nord del Giappone. Da ragazzo si trasferisce nell'area metropolitana di Tokyo per avviare la carriera musicale e conosce Ryūtarō Arimura, con cui inizia la collaborazione in vari progetti musicali di brevissima e infruttuosa carriera. Nel 1993 Arimura fonda con Tadashi Hasegawa i Plastic Tree e chiama Nakayama come chitarrista di supporto, ruolo che mantiene fino al 31 marzo del 1994 quando diventa un membro effettivo del gruppo.
Per tutti gli anni novanta il suo ruolo è solo quello di primo chitarrista, riservando i ruoli creativi a Arimura per i testi e Hasegawa per la musica, ma a partire dal 2002 inizia sempre più spesso a comporre, e da 2003 scrive anche i testi delle canzoni a partire da lilac (b-side del singolo Mizuiro girlfriend). Da quell'anno la sua partecipazione all'attività artistica della band aumenta: nei tardi anni 2000 oltre un terzo delle canzoni dei Plastic Tree è scritta, composta o scritta & composta da Nakayama, che anche quando non partecipa alla creazione della canzone si riserva comunque il ruolo di arrangiatore e programmatore musicale al computer.
Parallelamente alla carriera con i Plastic Tree, Akira Nakayama porta avanti varie collaborazioni con altri musicisti: la più lunga e costante di queste è quella con i Coaltar of the Deepers, gruppo musicale art rock per il quale Nakayama svolge il ruolo di chitarrista di supporto nei live e autore di canzoni (alcune delle quali non accreditate e firmate a nome Narasaki, il cantante della band). L'influenza di questo gruppo è percepibile nei Plastic Tree soprattutto nell'album Träumerei, in cui si riscontrano in più punti elementi prog ed elettronici di complessa armonizzazione.
Akira Nakayama rappresenta l'anima più rock e forte dei Plastic Tree: a parte per il primo periodo in cui sfoggiava capelli decolorati e tinti di rosso cremisi, negli anni il suo look si è venuto sempre più caratterizzando per una grande sobrietà nel vestire, unita ai tratti distintivi dei capelli schiariti e dei numerosi tatuaggi (rovi spinosi sulle braccia, un oni sul petto e una fenice sulla schiena). Nakayama è inoltre un noto collezionista di chitarre, sfoggiate in gran numero e varietà nei concerti e nei videoclip, e la sua preferita è la N4 della Washburn.

## Cronologia
Sono indicate con ★ le collaborazioni con Ryūtarō Arimura e con ♪ quelle con Tadashi Hasegawa..
RELIGION MIX★ → DROP'IN SHOP LIFTERS★ → NTT FUCKS★♪ → Plastic Tree★♪